# Gabrielle Zevin
Gabrielle Zevin, född 24 oktober 1977 i  New York, USA, är en amerikansk författare och manusförfattare. Zevin växte upp i Boca Raton och studerade sedan engelska vid Harvard.. Zevin bodde sedan på Manhattan i 10 år, innan hon flyttade till Los Angeles. 